# Haxel-JAP
Haxel-JAP is een Brits historisch merk van motorfietsen.
Haxel-JAP begon in 1911 motorfietsen te produceren, maar het was feitelijk een assemblagebedrijf. Alle onderdelen werden ingekocht, waaronder de inbouwmotoren waarnaar de naam verwijst: 293cc-JAP-zijklepmotoren. Daardoor ontstonden erg conventionele en eenvoudige motorfietsen die zich niet onderscheidden van de massa en de productie werd dan ook al in 1913 beëindigd.